# 나유창

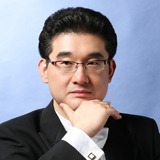
Yoo-Chang Nah (2011)

나유창(영어: Yoo-Chang Nah, 1969년 2월 2일 ~ )은 대한민국의 바리톤이다. 2014년 현재 독일 쾰른 국립음악대학 (Hochschule für Musik Köln) 성악과와 독일 프랑크푸르트 콘서바토리 (국립음악원) (Dr. Hoch's Konservatorium in Frankfurt/Main) 성악과 교수로 일하고 있다.

## 생애
바리톤 나 유창 은 여섯 살 때부터 피아노를 배우기 시작했고 서울대 음대 성악 과와 동 대학원을 졸업하고 1994년 겨울에 도독하여 독일 DAAD 정부장학생으로 쾰른국립음대 석사과정과 전문 연주자과정 (Konzert-Examen)을 졸업했다. 또한 독일 쾰른국립음대 재학 중 실기 장학생으로 프랑스 Poitiers 콘서바토리에서 수학하였다.
쾰른 국제 성악콩쿨, 네덜란드 국제 성악콩쿨, 베르크하임 성악콩쿨, 알렉산더 지아르디니 국제 성악콩쿨, 슈베르트 성악콩쿨등에 입상하였으며 재학시절 국내에서는 국립오페라단의 라 보엠, 외투, 돈 파스쿠알레, 마농 레스코에 출연하였고, 바흐의 마태수난곡을 코리언 심포니와 협연하였다.
1996년 세계적인 베이스 쿠르트 몰과 로르찡의 오페라 “황제와 목수“로 첫 데뷔 이후 뒤셀도르프 극장, 데트몰트 주립극장 전속솔리스트로 활동, 로마 올림피코극장, 러시아 카잔 국립극장, 독일 부퍼탈, 코블렌츠, 에어푸르트 극장 등에서 솔리스트로 활동하였다. WDR 신인음악상(1996), 오퍼른벨트 선정 현대오페라상(2000), 오펜바흐 최고상(2001), 2006년에는 오펜바흐의 <코스코렛또>로 오페라부문 최고음반비평가상 (베를린)을 수상하였다.(모두 한국인 최초 수상)
특히, 세계적인 테너 요나스 카우프만과 함께 한 H.A. Marschner의 오페라 <Der Vampyr> 와 디트리히 피셔 디스카우와 함께 한 후고 볼프의 음악극 <Das Fest auf Solhaug> 이 주목할 만하다. 그리고 청와대 초청으로 광복절 건국기념 대통령 행사와 국립합창단 송년 연주회 “헨델의 메시아” 연주(2008)에 초청, LG 아트센터에서 국립 오페라단 "마술피리"의 파파게노(2009)역으로 국내 무대에 소개 되었고, 서울시향의 음악이야기 오페라편과 송년음악회(2010), 대구 국제 오페라축제(DIOF) 돈 파스쿠알레의 파스쿠알레(2011), 예술의 전당에서 국립 오페라단 "박쥐"의 Dr.팔케(2012)역, 예술의 전당 기획 오페라 "투란도트" 핑역과 빈프리트 톨의 지휘로 국립합창단 연주회 헨델의 "메시아"연주(2013)에 초청받았었다.
주요 역할로서는 베르디의 돈 카를로스(로드리고), 라트라비아타 (제르몽), 푸치니의 라 보엠 (마르첼로), 마농 레스코 (레스코), 바그너의 로엔그린 (헤어루퍼), 탄호이저 (볼프람), 차이콥스키의 예프게니 오네긴 (오네긴), 모차르트 피가로의 결혼 (그라프), 마술피리 (파파게노), 레온카발로의 팔리아치 (토니오, 실비오), 롯시니의 라 체네렌톨라 (단디니) 등 오페레타와 다수의 현대오페라를 포함하여 40여 편의 오페라에서 바리톤 주역으로 활약하였다.
그는 또한 오페라 분야뿐만 아니라 바로크에서부터 초현대까지 이르는 교회음악과 오라토리오 그리고 가곡연주 가수로 WDR, NDR 방송오케스트라와 협연 등, 쾰른 필하모니, 베를린 필하모니, 뮌헨 필하모니를 포함한 네덜란드의 암스테르담 콘서트 홀, 벨기에, 미국, 캐나다, 프랑스, 오스트리아, 이태리와 러시아에서 활동하고 있다.
독일 전 수상 헬무트 콜과 스페인 국왕 초청연주 (아헨), 국제 오펜바흐 페스티벌 (바트엠스), 국제 샬리아핀 페스티벌 (러시아), 국제 장 시벨리우스 페스티벌 (쾰른), 국제 비발디 페스티벌 (브레스트, 파리), 바흐 페스티벌 (로마, 파리), 초청연주 솔리스트로 주목 받았다.
바로크음악의 거장이며 왼손잡이 바이올린주자, 세계적인 고음악 앙상블 알테무지크 쾰른 (무지카 안티쿠아 쾰른의 전신, 예: 용재 오닐의 4집앨범 바로크)의 창단자이며 지휘자인 라인하르트 괴벨 (Rheinhard Goebel)과 이태리 베네치아에서 헨델의 메시야로 국가행사에 참여하기도 하였다.
특히1996년부터 독일 최대 방송사 WDR의 전속 솔리스트로 10여 회에 이르는 CD 녹음과 제작 (2006년 독일 음반비평가상 수상), 생방송, 순회 연주 등, 지금까지 900여 회가 넘는 무대경험, 연주활동 경력과 음악학, 교육학을 공부한 지식 등을 인정받아 2005년부터 독일 쾰른국립음대 성악과에서 후진을 양성하고 있으며, 또한 2010년부터 프랑크푸르트 국립음악원 성악과 교수로 재직 중이다. 그리고, 2011년부터 프랑크푸르트 Jugend Musiziert 콩쿨 심사위원으로 위촉 받아 활동하고 있다.

## 음반
- 1997년 - <<7te. Internationales Jacques-Offenbach-Festival 1997>>
- 2001년 - 하인리히 마르슈너의 Oper <<Der Vampir>>
- 2002년 - 카를 마리아 폰 베버의 <<Missa santa Nr.2 G-Dur op.76>> , <<Jubelmesse>>
- 2004년 - 페트르 에벤의 <<Anno Domini-Vorübergang des Herrn>>
- 2004년 - 구스타프 말러의 <<Des Knaben Wunderhorn>>
- 2005년 - 자크 오펜바흐의 Oper <<Coscoletto>> (수상: 독일어: <<Der Preis der Deutschen Schallplattenkritik 2006>>; 영어: <<German Record Critics' Award>>)
- 2006년 - 후고 볼프의 <<Das Fest auf Solhaug>>
- 2007년 - 롯시니의 <<Miserere, Psalm 50>> , 프란츠 폰 주페의 <<Missa Dalmatica>>
- 2008년 - 바흐의 <<Johannespassion>>
- 2008년 - 죤 루터의 <<Magnificat>>, 찰스 구노의 <<Cäcilienmesse>>
- 2009년 - 베르디의 <<Messa da Requiem>>
- 2010년 - 하이든의 <<Die Jahreszeiten>>
- 2010년 - 헨델의 <<Saul>>